# Giorgio Baffo
Giorgio Alvise Baffo (Venecia, 11 de agosto de 1694-Venecia, 30 de julio de 1768) fue un político y poeta italiano que vivió y desarrolló su carrera en la República de Venecia.

## Biografía

### 1694-1714, infancia y  juventud
Giorgio Alvise nació el 11 de agosto de 1694 en Venecia, hijo de  de Zan Andrea (Gian Andrea) y de Chiara Querini. Perteneció a la relevante familia Baffo, adscrita a la nobleza veneciana, de la cual fue el último heredero varón.
La familia Baffo residió durante cuarenta años en campo Santo Stefano, junto a la Iglesia de San Esteban, hasta que, después del fallecimiento del padre en 1759, Giorgio se trasladó al cercano palacio Bellavite, frente al campo Santo Maurizio. En la fachada de esta casa, donde el poeta vivió los últimos nueve años de su vida, hay una placa, colocada en el siglo XX, que con palabras de Apollinaire, recuerda la presencia del poeta.
Se desconoce la formación académica del poeta hasta que, a los veinte años, en 1714 entra a formar parte del Consejo Mayor de la República.

### Años 1720 - 1740, política, poesía y matrimonio
Tres años después de su entrada en el Consejo es nombrado gobernador de la fortaleza de Peschiera del Garda y en 1718 le nombran gobernador de la de Asola. Estas dos ocupaciones, a las que dedicó un total de treinta meses, fueron los únicos encargos ejercidos fuera de Venecia.
En  1720, nuevamente en Venecia, ejerció como magistrado urbano, dependiente del Consejo de los Cuarenta. En 1732, se incorporó al Consejo, con competencias sobre los delitos y crímenes, ámbito en el que ejerció hasta su fallecimiento. 
Su relación con ambientes ilustrados, a través de Antonio Schinella Conti, hace que en la década de 1730 se relacione con la cultura filosófica trasalpina, que lo llevará a la elección de una poesía licenciosa, filosóficamente afín a la libertad de pensamiento de los epicúreos.
En octubre de 1737 contraería matrimónio con la clavicembalista Cecilia Sagredo, diecisiete años más joven que él, lo que no contentó a la familia. A este hecho se unió que tuvieran una única hija, lo que conllevaba, después de siglos, la extinción del apellido Baffo.

### Años 1750, con los amigos y contra el clero
Durante la primera década del siglo XVIII ejerce numerosos cargos políticos poco importantes que no le aportan prestigio ni satisfacción. Le interesa más la vida licenciosa fuera de las instituciones. Acompañado por amigos burgueses, Baffo se afana por difundir su poesía, recitando ante audiencias de su misma clase social.
En 1754 compone un soneto en el que critica el poder de la Iglesia en la República de Venecia (Roma no ga más azion de reclamar). Ese mismo año inicia una dura disputa dialéctica de carácter literario contra Goldoni, que finalizará en 1756.
En el 1750, el poeta había redactado testamento, dejando todos sus bienes a la esposa.
A partir de 1756, con motivo de la guerra de los Siete Años, escribe sobre temas históricos, y dos años después, a raíz de la elección del papa Clemente XIII, de la familia veneciana Rezzonico, nacen sus sonetos de inspiración contra el pontífice.

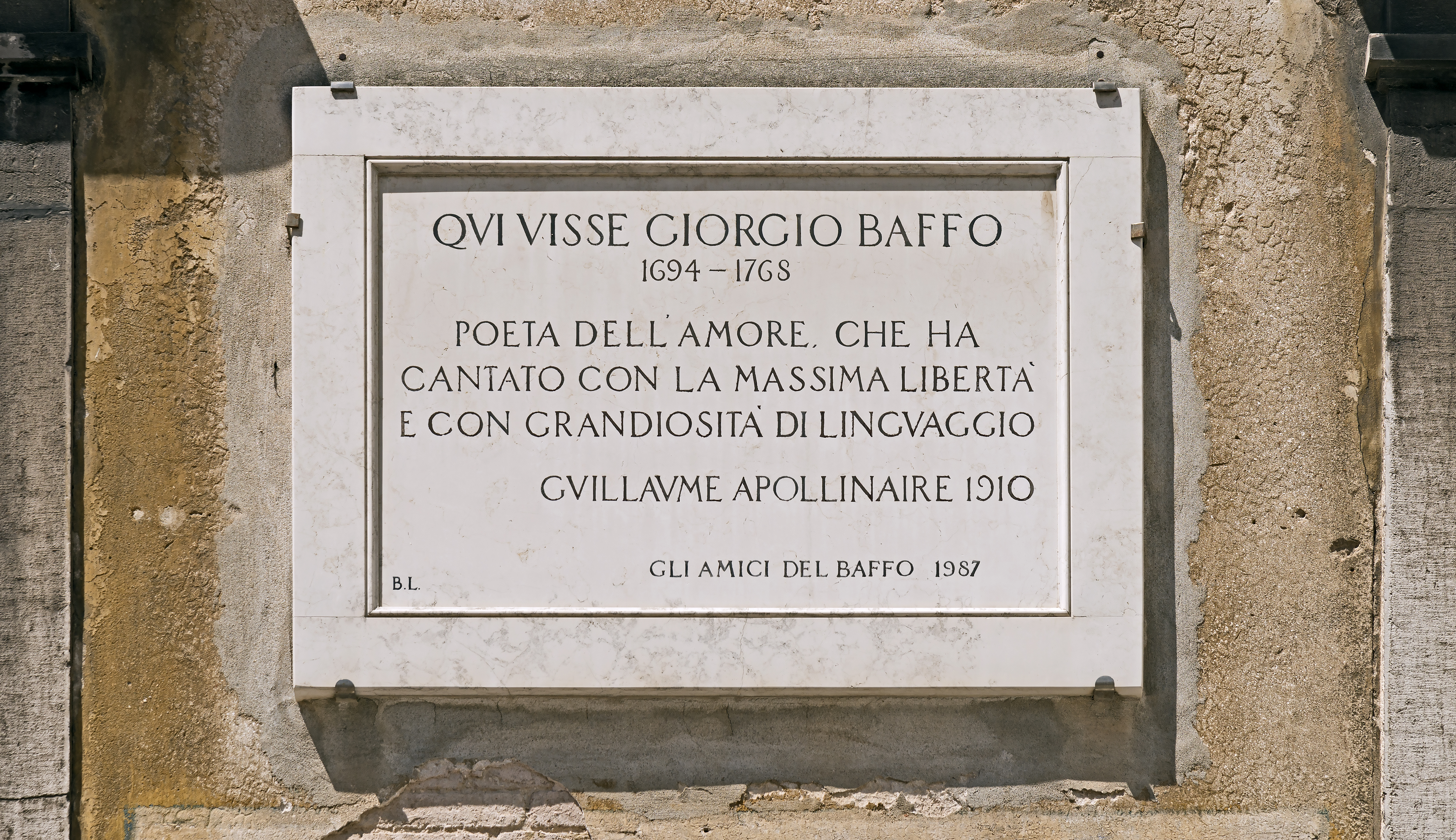
Lápida conmemorativa sobre la fachada de Palacio Bellavite.

### Años 1760, los últimos sonetos y fallecimiento
En 1760 es elegido para el cargo de  "Quarantia Civil Nuova ", en el Consejo de los Cuarenta, relacionado con los asuntos inherentes a las apelaciones provenientes del  "Domini di Terraferma" o territorios conquistados por la República de Venecia.
Un año después escribe una serie de sonetos contra los jesuitas y contra los inquisidores, que han arrestado a su amigo Angelo Querni, que en 1763 manifestará con Come se dopo una gran longa piova, para la liberación.
En la última etapa de su vida enfermó gravemente, lo que no le impidió de componer algunos sonetos que celebraban las restricciones impuestas por el gobierno a la cesión de bienes al clero, denunciando la corrupción de los eclesiásticos. Murió a la edad de 74 años, el 30 de julio del 1768. Fue enterrado sin pompa en la iglesia de San Maurizio, junto a su casa en el palacio Bellavite.

## Obra
Baffo es autor de un corpus de más de 1200 poesías en veneciano, reunido bajo el título de Poesías en las ediciones modernas (cfr. bibliografía). Aproximadamente 700 de estas composiciones se recogieron en un volumen en la edición póstuma del 1771, en Londres. A pesar de haber sido un autor de numerosas obras críticas contra la corrupción de su ciudad, sobre todo del clero, y sobre temas filosóficos, Baffo destaca en especial por sus obras de carácter licencioso debido a que la edición del 1771 excluía los textos filosóficos y sociales  en pro de aquellos a carácter liberal y erótico, fuente de mayores ingresos para el editor.